# Ascendance of a Bookworm
Honzuki no gekokujō: shisho ni naru tame niwa shudan o erandeiraremasen (本好きの下剋上 ～司書になるためには手段を選んでいられません～?), conosciuta anche con il titolo internazionale Ascendance of a Bookworm, è una serie di light novel giapponese di genere isekai, scritta da Miya Kazuki e illustrata da Yō Shiina. È stata serializzata online da settembre 2013 a marzo 2017 su Shōsetsuka ni narō, sito web specializzato nella pubblicazione di opere create dagli utenti. Successivamente i diritti della serie sono stati acquisiti da TO Books, che ha pubblicato trentatré volumi da gennaio 2015 a dicembre 2023.
Il sito web Niconico Seiga ha pubblicato un adattamento manga della prima parte della light novel, tra il 30 ottobre 2015 e il 2 luglio 2018, con i disegni di Suzuka. Il manga è stato raccolto in sette tankōbon da TO Books. Sia le light novel sia il manga sono pubblicati in lingua inglese dal J-Novel Club.
Nel 2019 lo studio di animazione giapponese Ajia-do Animation Works ha prodotto un adattamento anime in 36 episodi più 2 OAV, trasmesso a partire dal 2 ottobre 2019.

## Trama
Urano Motosu è una ragazza molto amante dei libri, che lavora come bibliotecaria presso un'università. In seguito ad un terremoto muore travolta dal crollo degli scaffali della biblioteca, ma si risveglia nel corpo di Myne, una bambina molto debole e periodicamente costretta a letto da forti febbri che la colgono all'improvviso. Inizialmente Urano non capisce neppure la lingua del posto, ma riesce ad accedere ai ricordi dei Myne pur conservando anche i suoi ricordi originali e la sua maturità. Scopre così di avere 5 anni e di essere la figlia di un soldato che presta servizio presso le mura difensive della città. La sua "nuova" famiglia è composta oltre che dal padre Gunther, dalla madre Effa e da Tuuli, sua sorella di un anno più grande. Il mondo in cui si ritrova ha un basso tasso di alfabetizzazione, e i libri sono rari e costosissimi. Dal momento che per lei i libri sono indispensabili, comincia a pensare come fare a crearne lei stessa, con i pochi mezzi a disposizione e con le scarse forze che il suo nuovo corpo ha.
I suoi primi esperimenti si rivelano fallimentari: per creare i libri occorre infatti prima di tutto produrre la carta, (materiale praticamente sconosciuto in quel mondo, dove i libri sono scritti su pergamena) e lei da sola non è inizialmente in grado di arrivare alla tecnologia di produzione. Si rende però conto di essere a conoscenza di tecniche comuni nel mondo da cui proveniva, ma sconosciute nel suo nuovo mondo. Creazione di shampoo partendo da estratti naturali, nuove tipologie di ricette, nuove acconciature e innovativi fermagli per capelli, tutte cose innovative che lei è in grado di produrre, vendendo successivamente i diritti di produzione alla gilda dei commercianti, aumentando il suo tenore di vita e di quello della famiglia.
Purtroppo il suo corpo è estremamente debole e soggetto a repentini svenimenti, fino a che capisce di essere affetta da "magifagia", una rara malattia causata dal possedere poteri magici che molto velocemente consumano il corpo portando alla morte in pochi anni. Le cure sono molto costose, ben al di là delle capacità di spesa di una famiglia non nobile. Per scampare alla morte potrebbe vendersi come concubina ad un nobile (cosa che lei rifiuta) o prendere servizio presso il Tempio, dove avrebbe potuto tenere sotto controllo la "magifagia". Quando scopre che nel Tempio c'è una fornitissima biblioteca e che finalmente avrebbe potuto leggere migliaia di libri, prende velocemente la sua decisione di diventare una vestale.

## Personaggi

I personaggi nella serie animata

Myne (マイン?, Main)/Urano Motosu (本 須 麗 乃?, Motosu Urano)
Doppiata da: Yuka Iguchi
Urano amava molto i libri ed è stata appena assunta come bibliotecaria quando muore durante un terremoto. Si reincarna in Myne, una bambina malaticcia di cinque anni, in un mondo in cui i libri sono solo appannaggio di nobili estremamente ricchi. La sua fragilità è dovuta a una rara malattia nota come "magifagia", che causa alte febbri ogni volta che il malato è stressato o depresso. Myne deve mettere alla prova tutta la sua conoscenza per riuscire a diventare una bibliotecaria nel suo nuovo mondo.
Tuuli (トゥーリ?, Tūri)
Doppiata da: Megumi Nakajima
Sorella maggiore di Myne di un anno più grande, che vuole diventare una sarta come sua madre.
Effa (エーファ?)
Doppiata da: Fumiko Orikasa
Madre di Myne e Tuuli, è una sarta di professione e lavora in una fabbrica di tinture.
Gunther (ギュンター?)
Doppiato da: Tsuyoshi Koyama
Padre di Myne e Tuuli, lavora come soldato e guardia per la città di Ehrenfest.
Lutz (ルッツ?)
Doppiato da: Mutsumi Tamura
Miglior amico d'infanzia di Myne, la aiuta nella sua attività di produrre carta e creare libri. Desidera diventare un commerciante viaggiatore, nonostante sia stato dissuaso da Otto, ma nonostante tutto riesce a diventare un apprendista commerciante è lavora insieme con Myne. È il primo a sospettare che Myne non sia più quella che era in precedenza. È segretamente innamorato di Myne
Benno (ベンノ?)
Doppiato da: Takehito Koyasu
Un commerciante che prende Myne e Lutz sotto la sua protezione e li aiuta a far crescere la loro attività. Dopo aver capito il potenziale che Myne e Lutz, insiste per addestrarli a diventare mercanti.
Ferdinand (フェルディナンド?)
Doppiato da: Shō Hayami
Il sommo sacerdote della città di Ehrenfest. Alla fine della seconda stagione anche lui scopre il passato della vita precedente di Myne

## Media

### Light novel
Miya Kazuki a partire dal 2013 ha pubblicato gratuitamente l'opera sul sito Shōsetsuka ni narō come romanzo web, fino a quando l'editore giapponese TO Books ne ha acquistato i diritti. Dal 25 gennaio 2015 al 9 dicembre 2023 sono stati pubblicati un totale di trentatré volumi con le illustrazioni di Yō Shiina.
| Nº | Giapponese 「Kanji」 - Rōmaji                                    | Data di prima pubblicazione              | Data di prima pubblicazione |
| Nº | Giapponese 「Kanji」 - Rōmaji                                    | Giapponese                               |                             |
| 1  | 「兵士の娘I」 - Heishi no musume I                               | 25 gennaio 2015 ISBN 978-486472-342-8    |                             |
| 2  | 「兵士の娘II」 - Heishi no musume II                             | 25 febbraio 2015 ISBN 978-4-86472-347-3  |                             |
| 3  | 「兵士の娘III」 - Heishi no musume III                           | 25 giugno 2015 ISBN 978-486472-397-8     |                             |
| 4  | 「神殿の巫女見習いI」 - Shinden no miko minarai I                | 25 settembre 2015 ISBN 978-486472-424-1  |                             |
| 5  | 「神殿の巫女見習いII」 - Shinden no miko minarai II              | 25 dicembre 2015 ISBN 978-486472-447-0   |                             |
| 6  | 「神殿の巫女見習いIII」 - Shinden no miko minarai III            | 25 marzo 2016 ISBN 978-486472-473-9      |                             |
| 7  | 「神殿の巫女見習いIIII」 - Shinden no miko minarai IIII          | 10 giugno 2016 ISBN 978-486472-492-0     |                             |
| 8  | 「領主の養女I」 - Ryōshu no yōjo I                               | 10 settembre 2016 ISBN 978-486472-521-7  |                             |
| 9  | 「領主の養女II」 - Ryōshu no yōjo II                             | 10 dicembre 2016 ISBN 978-486472-540-8   |                             |
| 10 | 「領主の養女III」 - Ryōshu no yōjo III                           | 10 marzo 2017 ISBN 978-486472-562-0      |                             |
| 11 | 「領主の養女IIII」 - Ryōshu no yōjo IIII                         | 10 giugno 2017 ISBN 978-486472-586-6     |                             |
| 12 | 「領主の養女V」 - Ryōshu no yōjo V                               | 9 settembre 2017 ISBN 978-486472-600-9   |                             |
| 13 | 「貴族院の自称図書委員I」 - Kizoku-in no jishō tosho iin I       | 9 dicembre 2017 ISBN 978-4-86472-634-4   |                             |
| 14 | 「貴族院の自称図書委員II」 - Kizoku-in no jishō tosho iin II     | 10 marzo 2018 ISBN 978-4-86472-669-6     |                             |
| 15 | 「貴族院の自称図書委員III」 - Kizoku-in no jishō tosho iin III   | 9 giugno 2018 ISBN 978-4-86472-686-3     |                             |
| 16 | 「貴族院の自称図書委員IIII」 - Kizoku-in no jishō tosho iin IIII | 10 settembre 2018 ISBN 978-4-86472-724-2 |                             |
| 17 | 「貴族院の自称図書委員V」 - Kizoku-in no jishō tosho iin V       | 10 dicembre 2018 ISBN 978-4-86472-764-8  |                             |
| 18 | 「貴族院の自称図書委員VI」 - Kizoku-in no jishō tosho iin VI     | 9 marzo 2019 ISBN 978-4-86472-788-4      |                             |
| 19 | 「貴族院の自称図書委員VII」 - Kizoku-in no jishō tosho iin VII   | 10 giugno 2019 ISBN 978-4-86472-814-0    |                             |
| 20 | 「貴族院の自称図書委員VIII」 - Kizoku-in no jishō tosho iin VIII | 10 settembre 2019 ISBN 978-4-86472-828-7 |                             |
| 21 | 「貴族院の自称図書委員IX」 - Kizoku-in no jishō tosho iin IX     | 10 dicembre 2019 ISBN 978-4-86472-855-3  |                             |
| 22 | 「女神の化身I」 - Megami no keshin I                             | 10 marzo 2020 ISBN 978-4-86472-923-9     |                             |
| 23 | 「女神の化身II」 - Megami no keshin II                           | 10 giugno 2020 ISBN 978-4-86699-001-9    |                             |
| 24 | 「女神の化身III」 - Megami no keshin III                         | 10 settembre 2020 ISBN 978-4-86699-038-5 |                             |
| 25 | 「女神の化身IV」 - Megami no keshin IV                           | 10 dicembre 2020 ISBN 978-4-86699-089-7  |                             |
| 26 | 「女神の化身V」 - Megami no keshin V                             | 10 aprile 2021 ISBN 978-4-86699-133-7    |                             |
| 27 | 「女神の化身VI」 - Megami no keshin VI                           | 10 agosto 2021 ISBN 978-4-86699-241-9    |                             |
| 28 | 「女神の化身VII」 - Megami no keshin VII                         | 10 dicembre 2021 ISBN 978-4-86699-380-5  |                             |
| 29 | 「女神の化身VIII」 - Megami no keshin VIII                       | 9 aprile 2022 ISBN 978-4-86699-413-0     |                             |
| 30 | 「女神の化身IX」 - Megami no keshin IX                           | 10 agosto 2022 ISBN 978-4-86699-520-5    |                             |
| 31 | 「女神の化身X」 - Megami no keshin X                             | 10 dicembre 2022 ISBN 978-4-86699-718-6  |                             |
| 32 | 「女神の化身XI」 - Megami no keshin XI                           | 10 maggio 2023 ISBN 978-4-86699-836-7    |                             |
| 33 | 「女神の化身XII」 - Megami no keshin XII                         | 9 dicembre 2023 ISBN 978-4-86794-022-8   |                             |

### Manga

Copertina del primo volume dell'edizione italiana, raffigurante Myne

L'editore TO Books ha pubblicato un adattamento manga che segue un formato simile a quello della light novel. La parte 1 L'ascesa della bibliotecaria (本がないなら作ればいい！?, Hon ga nainara tsukureba ī!, lett. "Se non ci sono libri, dovrò solo crearne alcuni!") si compone di sette volumetti, è stata disegnata da Suzuka ed è stata serializzata su Comic Corona dal 30 ottobre 2015 al 2 luglio 2018. Suzuka ha anche disegnato la seconda parte del manga Hon no tamenara miko ni naru! (のためなら巫女になる！? lett. "Per i libri diventerai una vestale del santuario!"), che ha iniziato ad essere serializzata in Comic Corona il 24 settembre 2018 e attualmente si compone di dodici volumetti. La parte 3 Ryōchi ni hon o hirogeyou! (領地に本を広げよう！? lett. "Diffondi il libro sulla tua terra!") è invece disegnata da Ryo Namino e ha iniziato ad essere serializzata in Comic Corona il 30 aprile 2018 nonostante la parte 1 fosse ancora in corso di realizzazione. La parte 3 attualmente si compone di nove volumetti. La parte 4 Kizokuin no toshokan wo sukuitai! (図書館を救いたい!? lett. "Voglio salvare la libreria!") è disegnata da Hikaru Katsuki ed è iniziata il 24 dicembre 2020 sempre su Comic Corona. La parte 4 attualmente si compone di dieci volumetti.
In Italia la prima parte è stata annunciata da RW Edizioni al Napoli Comicon 2022 e viene pubblicata sotto l'etichetta Goen nella collana Hoshi Collection a partire dal 30 dicembre 2022.
| Parte 1 (7 volumi)  |                   |                        |                  |                        |
| 1                   | 25 giugno 2016    | ISBN 978-4-86472-495-1 | 30 dicembre 2022 | ISBN 978-88-9284-556-5 |
| 2                   | 10 luglio 2016    | ISBN 978-4-86472-499-9 | 27 gennaio 2023  | ISBN 978-88-9284-558-9 |
| 3                   | 10 novembre 2016  | ISBN 978-486472-533-0  | 26 maggio 2023   | ISBN 978-88-9284-560-2 |
| 4                   | 25 febbraio 2017  | ISBN 978-486472-554-5  | —                | ISBN 978-88-9284-562-6 |
| 5                   | 1º agosto 2017    | ISBN 978-4-86472-602-3 | —                | ISBN 978-88-9284-709-5 |
| 6                   | 24 febbraio 2018  | ISBN 978-4-86472-664-1 | —                | ISBN 978-88-9284-754-5 |
| 7                   | 1º agosto 2018    | ISBN 978-4-86472-720-4 | —                | —                      |
| Parte 2 (12 volumi) |                   |                        |                  |                        |
| 1                   | 25 aprile 2019    | ISBN 978-4-86472-801-0 | —                | —                      |
| 2                   | 5 ottobre 2019    | ISBN 978-4-86472-853-9 | —                | —                      |
| 3                   | 1º aprile 2020    | ISBN 978-4-86472-941-3 | —                | —                      |
| 4                   | 1º ottobre 2020   | ISBN 978-4-86699-056-9 | —                | —                      |
| 5                   | 15 aprile 2021    | ISBN 978-4-86699-203-7 | —                | —                      |
| 6                   | 15 ottobre 2021   | ISBN 978-4-86699-346-1 | —                | —                      |
| 7                   | 15 aprile 2022    | ISBN 978-4-86699-416-1 | —                | —                      |
| 8                   | 1º dicembre 2022  | ISBN 978-4-86699-689-9 | —                | —                      |
| 9                   | 1º giugno 2023    | ISBN 978-4-86699-855-8 | —                | —                      |
| 10                  | 15 dicembre 2023  | ISBN 978-4-86794-029-7 | —                | —                      |
| 11                  | 16 luglio 2024    | ISBN 978-4-86794-244-4 | —                | —                      |
| 12                  | 15 febbraio 2025  | ISBN 978-4-86794-455-4 | —                | —                      |
| 13                  | 15 settembre 2025 | ISBN 978-4-86794-698-5 | —                | —                      |
| Parte 3 (9 volumi)  |                   |                        |                  |                        |
| 1                   | 1º febbraio 2019  | ISBN 978-4-86472-784-6 | —                | —                      |
| 2                   | 14 dicembre 2019  | ISBN 978-4-86472-881-2 | —                | —                      |
| 3                   | 15 giugno 2020    | ISBN 978-4-86699-003-3 | —                | —                      |
| 4                   | 15 maggio 2021    | ISBN 978-4-86699-220-4 | —                | —                      |
| 5                   | 15 marzo 2022     | ISBN 978-4-86699-415-4 | —                | —                      |
| 6                   | 15 febbraio 2023  | ISBN 978-4-86699-768-1 | —                | —                      |
| 7                   | 15 settembre 2023 | ISBN 978-4-86699-946-3 | —                | —                      |
| 8                   | 17 agosto 2024    | ISBN 978-4-86794-279-6 | —                | —                      |
| 9                   | 15 luglio 2025    | ISBN 978-4-86794-628-2 | —                | —                      |
| Parte 4 (10 volumi) |                   |                        |                  |                        |
| 1                   | 15 marzo 2021     | ISBN 978-4-86699-132-0 | —                | —                      |
| 2                   | 15 luglio 2021    | ISBN 978-4-86699-249-5 | —                | —                      |
| 3                   | 25 novembre 2021  | ISBN 978-4-86699-350-8 | —                | —                      |
| 4                   | 14 maggio 2022    | ISBN 978-4-86699-512-0 | —                | —                      |
| 5                   | 15 novembre 2022  | ISBN 978-4-86699-690-5 | —                | —                      |
| 6                   | 15 maggio 2023    | ISBN 978-4-86699-847-3 | —                | —                      |
| 7                   | 15 novembre 2023  | ISBN 978-4-86794-001-3 | —                | —                      |
| 8                   | 15 maggio 2024    | ISBN 978-4-86794-177-5 | —                | —                      |
| 9                   | 14 dicembre 2024  | ISBN 978-4-86794-381-6 | —                | —                      |
| 10                  | 15 aprile 2025    | ISBN 978-4-86794-539-1 | —                | —                      |

### Anime
Il 7 marzo 2019 è stato annunciato l'adattamento anime da parte dello studio di animazione Ajia-do Animation Works.
La serie è diretta da Mitsuru Hongo coadiuvato da Yoshiki Kawasaki. La sceneggiatura è di Mariko Kunisawa e il character design è di Yoshiaki Yanagida e Toshihisa Kaiya. La prima stagione di 14 episodi è stata trasmessa dal 3 ottobre al 26 dicembre 2019 su WOWOW. Le sigle sono rispettivamente Masshiro (真っ白? lett. "Bianco puro") di Sumire Moroboshi (apertura) e Kami-kazari no tenshi (髪飾りの天使? lett. "L'angelo delle acconciature") di Megumi Nakajima (chiusura).
Il 5 dicembre 2019 il sito ufficiale dell'anime ha annunciato la seconda stagione per la primavera 2020, che è stata trasmessa dal 5 aprile al 21 giugno 2020 su ABC TV. Le sigle sono Tsumujikaze (つむじかぜ? lett. "Turbine") di Sumire Morohoshi (apertura) e Ephemera wo atsumete (エフェメラをあつめて? lett. "Cogliere le cose effimere") di Minori Suzuki (chiusura).
La terza stagione è stata trasmessa su ytv dal 12 aprile al 14 giugno 2022. Le sigle sono Ano hi no kotoba (あの日のことば? lett. "Le parole di quel giorno") di Nao Touyama (apertura) e Kotoba ni dekinai (言葉にできない? lett. "Non so esprimerlo a parole") di Maaya Sakamoto (chiusura).
Una quarta stagione prodotta da Wit Studio è stata annunciata il 6 dicembre 2023.

#### Episodi
| Nº                              | Titolo italiano Giapponese 「Kanji」 - Rōmaji | In onda          | In onda |
| Nº                              | Titolo italiano Giapponese 「Kanji」 - Rōmaji | Giapponese       |         |
| Prima stagione (14 episodi)     | |                  |         |
| 1                               | Un mondo senza libri 「本のない世界」 - Hon no nai sekai | 3 ottobre 2019   |         |
| 2                               | Miglioramenti e una lavagnetta 「生活改善と石板」 - Seikatsu kaizen to sekiban | 10 ottobre 2019  |         |
| 3                               | Avvenimenti invernali 「冬のできごと」 - Fuyu no dekigoto | 17 ottobre 2019  |         |
| 4                               | La prima visita alla foresta e le tavolette d'argilla 「初めての森と粘土板」 - Hajimete no mori to nendo ban | 24 ottobre 2019  |         |
| 5                               | Il battesimo e una strana febbre 「洗礼式と不思議な熱」 - Senreishiki to fushigina netsu | 31 ottobre 2019  |         |
| 6                               | L'incontro 「会合」 - Kaigo | 7 novembre 2019  |         |
| 7                               | Un principio di diffidenza 「不信感の芽生え」 - Fushin-kan no mebae | 14 novembre 2019 |         |
| 8                               | Myne secondo Lutz 「ルッツのマイン」 - Ruttsu no Main | 21 novembre 2019 |         |
| 9                               | La nipote del capogilda 「ギルド長の孫娘」 - Girudo-chō no magomusume | 28 novembre 2019 |         |
| 10                              | Verso il secondo inverno 「二度目の冬に向けて」 - Nidome no fuyu ni mukete | 5 dicembre 2019  |         |
| 11                              | Una scelta estrema e una riunione di famiglia 「究極の選択と家族会議」 - Kyūkyoku no sentaku to kazoku kaigi | 12 dicembre 2019 |         |
| 12                              | Il battesimo e il paradiso divino 「洗礼式と神の楽園」 - Senrei shiki to kami no rakuen | 19 dicembre 2019 |         |
| 13                              | La scelta di diventare un'apprendista vestale 「巫女見習いという選択肢」 - Miko minarai to iu sentakushi | 26 dicembre 2019 |         |
| 14                              | La decisione 「決着」 - Ketchaku | 25 dicembre 2019 |         |
| 14.5 OAV                        | La grande infiltrazione di Justock nei quartieri bassi 「ユストクスの下町潜入大作戦」 - Yusutokusu no shitamachi sen'nyū dai sakusenVisita a casa di Corinna 「コリンナ様のお宅訪問」 - Korin'na-sama no otaku hōmon | 10 marzo 2020    |         |
| Seconda stagione (12 episodi)   | |                  |         |
| 15                              | L'apprendista vestale del tempio 「神殿の巫女見習い」 - Shinden no miko minarai | 5 aprile 2020    |         |
| 16                              | La tunica azzurra e divergenze di vedute 「青い衣と異なる常識」 - Aoi i to kotonaru jōshiki | 12 aprile 2020   |         |
| 17                              | Ciò che va concesso 「与えるべきもの」 - Ataerubeki mono | 19 aprile 2020   |         |
| 18                              | La grande riforma dell'orfanotrofio 「孤児院の大改革」 - Kojīn no daikaikaku | 26 aprile 2020   |         |
| 19                              | Le grandi pulizie e la festa delle stelle 「大掃除と星祭り」 - Daisōji to hoshimatsuri | 3 maggio 2020    |         |
| 20                              | La strada di Lutz 「ルッツの行く道」 - Ruttsu no Iku Michi | 10 maggio 2020   |         |
| 21                              | Delle nuove vallette 「新しい側仕え」 - Atarashī sobadzukae | 17 maggio 2020   |         |
| 22                              | Wilma e un testo sacro per bambini 「ヴィルマと子供用聖典」 - Viruma to kodomo-yō seiten | 24 maggio 2020   |         |
| 23                              | Stare a casa durante la festa del raccolto 「収穫祭のお留守番」 - Shūkaku-sai no orushuban | 31 maggio 2020   |         |
| 24                              | Una richiesta dai cavalieri 「騎士団からの要請」 - Kishi-dan kara no yōsei | 7 giugno 2020    |         |
| 25                              | Lo sterminio del trombe 「トロンベ討伐」 - Toronbe tōbatsu | 14 giugno 2020   |         |
| 26                              | Un mondo onirico 「夢の世界」 - Yume no sekai | 21 giugno 2020   |         |
| Episodi riassuntivi (2 episodi) | |                  |         |
| 26.5                            | 「本好きの再下剋上その 1」 - Hon suki no sai gekokujō sono 1 | 29 marzo 2022    |         |
| 26.5                            | 「本好きの再下剋上その 2」 - Hon suki no sai gekokujō sono 2 | 29 marzo 2022    |         |
| Terza stagione (10 episodi)     | |                  |         |
| 27                              | L'inizio dell'inverno 「冬の始まり」 - Fuyu no hajimari | 12 aprile 2022   |         |
| 28                              | La clausura invernale e ciò che accadrà 「冬籠もりと今後の話」 - Fuyu kagomori to kongo no hanashi | 19 aprile 2022   |         |
| 29                              | L'offerta agli dei e l'arrivo della primavera 「奉納式と春の訪れ」 - Hōnōshiki to haru no otozure | 26 aprile 2022   |         |
| 30                              | Il rito della preghiera 「祈念式」 - Kinenshiki | 3 maggio 2022    |         |
| 31                              | Il regalo del sacerdote azzurro e il ritorno 「青色神官の贈り物と帰宅」 - Aoiro shinkan no okurimono to kitaku | 10 maggio 2022   |         |
| 32                              | Il bambino abbandonato al tempio e la creazione dei colori 「神殿の捨て子と色作り」 - Shinden no sutego to irozukuri                                                                                                 | 17 maggio 2022   |         |
| 33                              | Delia e Dilk 「デリアとディルク」 - Deria to Diruku | 24 maggio 2022   |         |
| 34                              | Movimenti preoccupanti 「不穏な動き」 - Fuon na ugoki | 31 maggio 2022   |         |
| 35                              | Il talismano nero 「黒いお守り」 - Kuroi omamori | 7 giugno 2022    |         |
| 36                              | Benedizione 「祝福」 - Shukufuku | 14 giugno 2022   |         |